# Пиков (село)
Пи́ков (укр. Пиків) — село на Украине, находится в Хмельникском районе (до реформы 2020 г. — в Калиновском районе) Винницкой области.
Код КОАТУУ — 0521686303. Население по переписи 2001 года составляет 1954 человека. Почтовый индекс — 22420. Телефонный код — 4333.
Занимает площадь 27,16 км².

## История
Вместе с деревнями Янов (ныне Иванов), Мизяков и Гущинцы, Пиков является древнейшим поселением на территории Брацлавщины (ныне входят в состав Хмельникского района). В XVI в. в Пикове был замок Филона Кмиты Чернобыльского. Пиковский замок, описанный в 1594 году Ерихом Лясотой.
Князь Юрий Друцкий — Горный и его жена, Богдана Филонивна Кмитянка — Чернобыльская, в 1603 году за 100000 фл. продали Острозькому Пиков, Глинско, Жуков, Шепеевку, Кривошеинцы и т. п.
Позже Пиков стал принадлежать Потоцким.

## Религия
В селе действует храм благоверного князя Александра Невского (в Старом Пикове) и храм Покрова Пресвятой Богородицы (в Новом Пикове) Калиновского благочиния Винницкой епархии Украинской православной церкви.

## Известные уроженцы
- Потоцкий Ян — 8 марта 1761 года в Пикове родился известный польский писатель-романтик, учёный-археолог, путешественник.

## Адрес местного совета
22420, Винницкая область, Хмельникский р-н, с. Пиков, ул. Соборна (ранее: ул. Коммунистическая), 13.